# Буріаско
Буріаско (італ. Buriasco, п'єм. Buriasch) — муніципалітет в Італії, у регіоні П'ємонт,  метрополійне місто Турин.
Буріаско розташоване на відстані близько 530 км на північний захід від Рима, 32 км на південний захід від Турина.
Населення — 1440 осіб (2014).
Щорічний фестиваль відбувається третьої неділі вересня. Покровитель — святий Архангел Михаїл.

## Демографія
Населення за роками:

Станом на 1 січня 2023 року в муніципалітеті офіційно проживав 51 іноземець з 15 країн, серед них 27 громадян країн Євросоюзу та 2 громадяни України.

## Сусідні муніципалітети
- Черченаско
- Мачелло
- Пінероло
- Скаленге
- Вігоне